# فرودگاه لیزمور
فرودگاه لیزمور (به انگلیسی: Lismore Airport) یک فرودگاه همگانی با کد یاتا LSY است که یک باند فرود آسفالت دارد و طول باند آن ۱۶۴۷ متر است. این فرودگاه در کشور استرالیا قرار دارد و در ارتفاع ۱۰ متری از سطح دریا واقع شده‌است.